# Mohikan

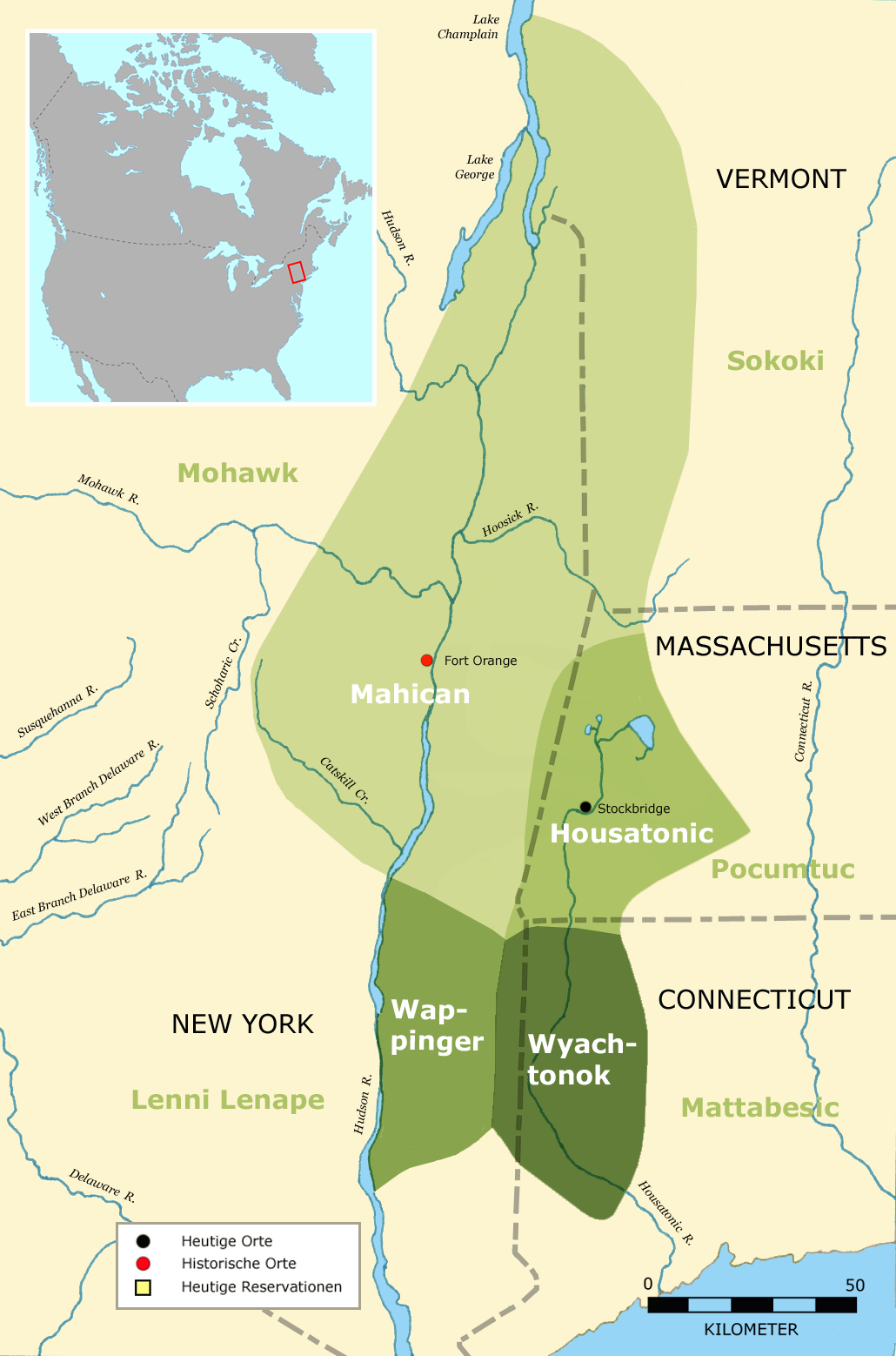
Mohikanernas traditionella bosättningsområde.

Mohikaner, även mahican, är en stam av amerikanska urfolk bosatt i Hudsondalen i staten New York.

## Historia
När européerna kom till Amerika pressades mohikanerna norrut mot Lake Champlain och österut in i Massachusetts och Connecticut. Där fick de inte heller vara i fred på grund av konflikter med mohawkerna, utan drevs vidare till landområden väster om Mississippifloden. Där förenade de sig sedan med Lenni Lenape-folket. Att de förenade sig med Lenni Lenape innebar att de förlorade sin etniska identitet. 

## Stockbridge
En liten gren av kristna mohikaner var bosatta vid Stockbridge, Massachusetts och stödde engelsmännen under fransk-indianska kriget och patrioterna under det amerikanska revolutionskriget. De tvångsförflyttades senare till ett reservat i Wisconsin vid Lake Winnebago och deras ättlingar bor kvar där än i dag.